# 圣罗芒-杜科罗纳杜
圣罗芒-杜科罗纳杜是葡萄牙波尔图区的一个堂区。总面积3.51平方公里，总人口4150人，人口密度1182.3人/平方公里。